# 1518
| [ Edytuj tabelę ]                 | |
| Król Polski                       | - 1507 Zygmunt I Stary 1548 |
| Współksiążęta Andory              | - 1515 Joan d’Espés 1530 - 1517 Henryk II 1555 |
| Król Anglii                       | - 1509 Henryk VIII 1547 |
| Władca Azteków                    | - 1502 Montezuma II 1520 |
| Elektor Brandenburgii             | - 1499 Joachim I Nestor 1535 |
| Książę Bawarii                    | - 1508 Wilhelm IV 1550 - 1516 Ludwik X 1545 |
| Sułtan Brunei                     | - 1473 Bolkiah 1521 |
| Cesarz Chin                       | - 1505 Zhengde 1521 |
| Król Czech                        | - 1516 Ludwik II Jagiellończyk 1526 |
| Król Danii                        | - 1513 Chrystian II 1523 |
| Dalajlama                         | - 1475 Gendun Gjaco 1541 |
| Cesarz Etiopii                    | - 1508 Lybne Dyngyl 1540 |
| Król Francji                      | - 1515 Franciszek I 1547 |
| Król Hiszpanii                    | - 1516 Karol I 1556 |
| Hrabia Holandii                   | - 1515 Karol I Habsburg 1555 |
| Szach Iranu                       | - 1501 Isma’il I 1524 |
| Władca Inków                      | - 1493 Huayna Capac 1527 |
| Lord Irlandii                     | - 1509 Henryk VIII Tudor 1542 |
| Cesarz Japonii                    | - 1500 Go-Kashiwabara 1526 |
| Kalif                             | - 1517 Selim I Groźny 1520 |
| Patriarcha Konstantynopola        | - 1513 Teolept I 1522 |
| Władca Korei                      | - 1506 Chungjong 1544 |
| Wielki książę litewski            | - 1506 Zygmunt I Stary 1548 |
| Sułtan Maroka                     | - 1505 Muhammad al-Burtukali 1524 |
| Senior Monako                     | - 1505 Lucjan 1523 |
| Wielki książę moskiewski          | - 1505 Wasyl III 1533 |
| Król Nawarry                      | - 1516 Henryk II 1555 |
| Król Norwegii                     | - 1513 Chrystian II 1523 |
| Sułtan Omanu                      | - 1500 Muhammad ibn Isma’il 1529 |
| Elektor Palatynatu                | - 1508 Ludwik V 1544 |
| Papież                            | - 1513 Leon X 1521 |
| Król Portugalii                   | - 1495 Manuel I 1521 |
| Cesarz Rzymski (niemiecki)        | - 1493 Maksymilian I Habsburg 1519 |
| Kapitanowie Regenci San Marino    | - 1517 Andrea di Bonifazio Antonio di Maurizio Lunardini 1518 - 1518 Camillo di Menetto Bonelli Leonardo di Giovanni Belluzzi 1518 - 1518 Francesco di Girolamo Belluzzi Antonio di Polinoro Lunardini 1519 |
| Elektor Saksonii                  | - 1486 Fryderyk I Mądry 1525 |
| Król Szkocji                      | - 1513 Jakub V 1542 |
| Król Szwecji                      | - 1512 Sten Sture Młodszy Svantesson 1520 |
| Król Tajlandii                    | - 1491 Ramathibodi II 1529 |
| Sułtan Turków                     | - 1512 Selim I Groźny 1520 |
| Doża Wenecji                      | - 1501 Leonardo Loredano 1521 |
| Król Węgier                       | - 1516 Ludwik II 1526 |
| Cesarz Wietnamu                   | - 1516 Lê Chiêu Tông 1522 |
| Wielki mistrz zakonu krzyżackiego | - 1510 Albrecht Hohenzollern 1525 |

Rok 1518 / MDXVIII
stulecia: XV wiek ~
XVI wiek ~
XVII wiek

lata: 1508 «
1513 «
1514 «
1515 «
1516 «
1517 «
1518
» 1519
» 1520
» 1521
» 1522
» 1523
» 1528

## Wydarzenia w Polsce
- 4 lutego – w Krakowie rozpoczął obrady sejm[1].
- 18 kwietnia – koronacja Bony Sforzy na królową Polski i jej zaślubiny z Zygmuntem I Starym w katedrze wawelskiej.
- 29 lipca – wojna polsko-moskiewska: wojska polsko-litewskie rozbiły Rosjan w bitwie pod Połockiem.

- Król zezwolił zamieszkać w Polsce emigrantom żydowskim wygnanym z miast czeskich i morawskich. Osiedlali się oni licznie w Kazimierzu.
- Salomon Szachna założył jesziwę lubelską, która otrzymała później osobny przywilej królewski w 1567.
- W Krakowie powstała drukarnia Hieronima Wietora.

## Wydarzenia na świecie
- 3 lutego – Bona Sforza wyjechała z portu Manfredonia do Krakowa.

- Przesłuchanie Marcina Lutra na Sejmie Rzeszy w Augsburgu.
- Fryderyk I Oldenburg ożenił się z Zofią Pomorską, córką księcia pomorskiego Bogusława X.
- Powstały pierwsze pompy strażackie w Augsburgu.

## Urodzili się
- 29 września – Tintoretto, malarz włoski, jeden z głównych przedstawicieli szkoły weneckiej (zm. 1594)

## Zmarli
- 20 listopada – Pierre de la Rue, kompozytor franko-flamandzki (ur. ok. 1460)
- Adam z Lublina, anonimowy malarz aktywny w Małopolsce (ur. ?)

## Zdarzenia astronomiczne
- 5 czerwca – przejście Wenus na tle tarczy słonecznej[2]